# Inaktywator
Inaktywator (łac. inactivus - "nieczynny") – dowolny czynnik chemiczny zmniejszający lub całkowicie wstrzymujący aktywność substancji chemicznej do określonej reakcji.